# 不来梅苏维埃共和国
不来梅苏维埃共和国（德語：Bremer Räterepublik），又译不来梅委员会共和国，是一个未受国际普遍承认的德意志革命国家。它在1918年11月第一次世界大战结束后立即形成，尽管直到1919年1月10日才正式宣布成立，但它所代表的政权在1918年11月14日—1919年2月2日控制了工业港口城市不来梅。在魏玛共和国政府的军队和準軍事組織的镇压下，该国最终被镇压。